# Serveren (tennis)

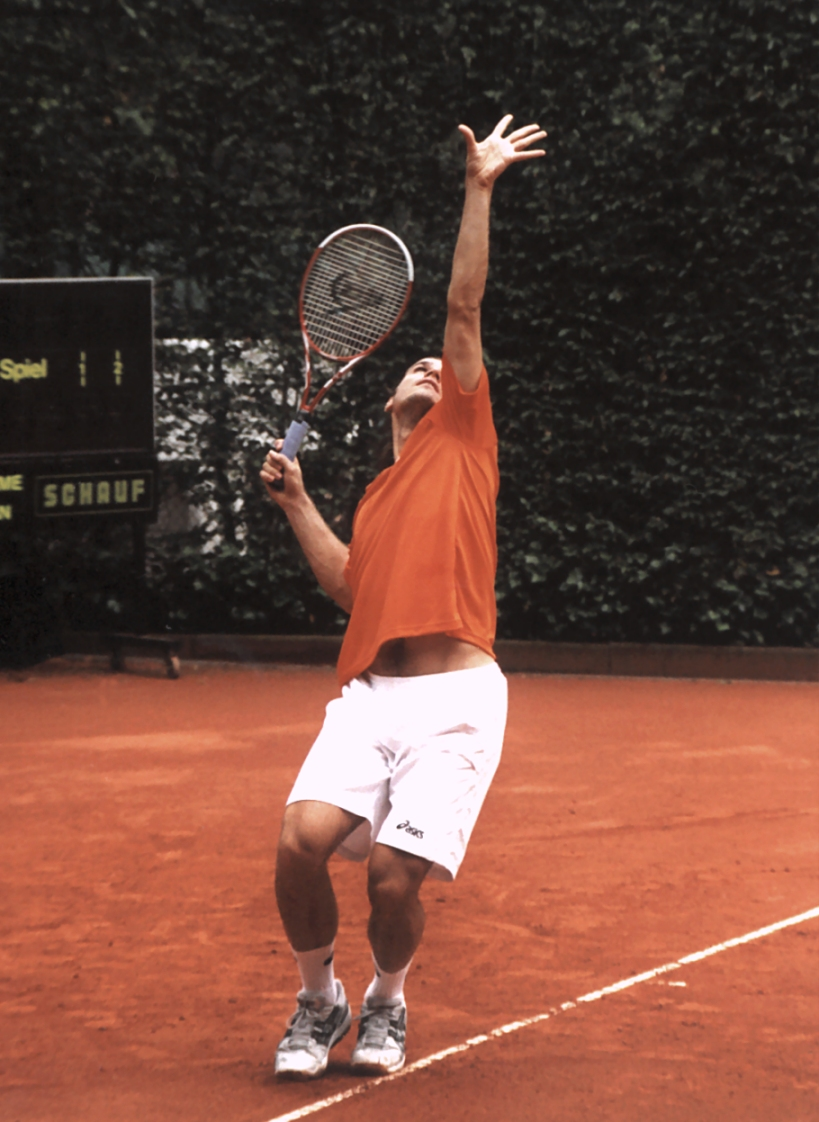
Een service

Serveren bij tennis is het in het spel brengen van de bal aan het begin van een game (spel). De speler die de bal in het spel moet brengen (de serveerder), heeft de service of opslag.

## Techniek en regels
Een bal kan onderhands of bovenhands worden geserveerd. Een bovenhands geslagen service geeft in het algemeen een veel grotere snelheid aan de bal dan een onderhands geslagen service. De ontvangende speler stelt zich in het algemeen zodanig achter het veld op, dat hij een harde service kan retourneren. Daarom wordt een onderhandse service, hoewel volkomen geoorloofd volgens de spelregels, vaak als onsportief beschouwd, immers de ontvangende speler verwacht geen zacht boogballetje vlak achter het net en kan door zijn opstelling achter de baseline vaak niet snel genoeg reageren om de bal alsnog te retourneren.
De serveerder moet volgens de regels bij het serveren achter de baselijn blijven staan totdat de bal het racket verlaten heeft. In werkelijkheid moeten de voeten van de serveerder achter de baseline blijven, zolang deze de grond raken. Door het huidige tennis op lager niveau zonder scheids- en lijnrechters wordt hierop vrijwel nooit meer gelet.
Optimale kracht voor de service wordt verkregen door gelijktijdig het lichaam in de richting van de slag te draaien, omhoog te komen uit gebogen knieën stand, het racket vanuit de nek omhoog en naar voren te brengen en dan door de kracht van de beweging los van de grond te komen en als het ware naar voren, over de baseline, boven het speelveld te zweven en daar "in de bal te vallen".
Met name het door de knieën zakken heeft geleid tot een ridicuul gebruik zonder enige betekenis: de serveerder laat zich even door de knieën zakken, komt weer omhoog, begint daarna pas de bal op te gooien en slaat met stijve benen. Dit noemt men gekscherend "het knikje voor de koningin".
De opgeslagen bal moet in het diagonaal tegenovergestelde servicevak terechtkomen. Je hebt twee kansen om de bal in het goede servicevak te slaan. Als de bal via de netrand in het goede servicevak terechtkomt dan mag de serve opnieuw worden gedaan. Dit heet een "let", kan zich tot in het oneindige herhalen, zonder dat het punt naar de tegenstander gaat. Als de bal een van de lijnen van het goede servicevak raakt, dan is de service gewoon goed. Op ondergronden, waarop een balafdruk zichtbaar is, wordt de bal geacht "in" te zijn, dus de serve goed, als er geen ruimte is tussen de lijn en de balafdruk, dan wordt de bal geacht de lijn geraakt te hebben.
Men mag eenmaal een foute service doen zonder direct puntverlies. Bij de tweede foute opslag, een dubbele fout genoemd, gaat het punt naar de tegenstander. Men mag bij het serveren de achterlijn niet met de voet(en) raken voordat de bal geraakt is: bij een voetfout is de service altijd fout, zelfs al komt de bal in het juiste vak. De opslagbeurt rouleert per game. Wie goed serveert heeft over het algemeen meer kans de game te winnen, al geldt dit in mindere mate bij dames. Verliest men de eigen opslagbeurt, dan is de tegenstander 'door de opslag gebroken' of heeft deze een (service)break gerealiseerd.

## Soorten
Er zijn verschillende soorten services, zoals:
- de sliceservice;
- de spinservice;
- de vlakke service;
- de twistservice;
- de kickservice.